# تاد گلس
تاد گلس (انگلیسی: Todd Glass؛ زادهٔ ۱۶ دسامبر ۱۹۶۴ کمدین استندآپ، هنرپیشه، و پادکست‌ساز آمریکایی اهل فیلادلفیا است. گلس در سال ۲۰۱۲ آشکار ساخت که همجنس‌گرا است.